# Polevsko
Polevsko – wieś dolinna położona w Czechach, 3 km na północny zachód od Nowego Boru.
Obszar wsi cechuje wyraźna różnica topograficzna.
Miejscowość powstała w XV stuleciu w okolicy huty szklarskiej. Później w gminie tej osiedlili się malarze, brusiarze czy rytownicy szkła. Na przełomie XVII i XVIII wieku Polevsko stało się także jednym z pierwszych ośrodków handlu szkłem. Dotychczas działa tu huta szkła Klara.
Do zabytków architektury należy kościół Trójcy Najświętszych z lat 1716–1718, przebudowany w II połowie XVIII stulecia, który znajduje się na wzgórzu nad gminą. Przy kościele leży do dzisiaj funkcjonujący cmentarz z pseudogotycką kaplicą cmentarną. W gminie można obejrzeć także jednolity zestaw piętrowych domów cembrowanych.
Polevsko jest jednym z mniejszych ośrodków sportów narciarskich w Górach Łużyckich. Na Polevský vrch (626 m n.p.m.) prowadzi kilka wyciągów narciarskich. Ponadto znajduje się tu również zbocze do slalomu ze sztucznym oświetleniem. W okolicy znajduje się kilka okręgów dla miłośników biegówek.